# Crocosmia crocosmiiflora
Crocosmia crocosmiiflora là một loài thực vật có hoa trong họ Diên vĩ. Loài này được (Lemoine) N.E.Br. miêu tả khoa học đầu tiên năm 1932.